# Antoinette van Bourbon

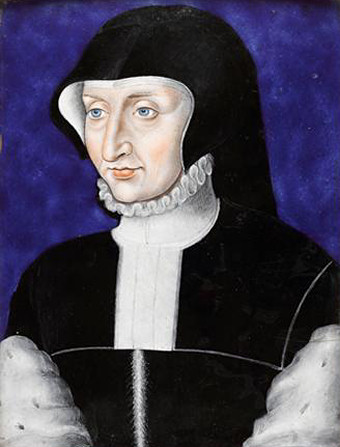
Portret van Antoinette van Bourbon door Léonard Limosin

Antoinette de Bourbon (Ham, 25 december 1494 — Château du Grand Jardin, Joinville, 22 januari 1583), soms ook Antoinette de Bourbon-Vendôme genoemd, was door haar huwelijk met Claude van Lotharingen vanaf 1528 de eerste hertogin van Guise. Daardoor heeft zij de bijnaam "Mère des Guises" (moeder van de Guises) gekregen.

## Afkomst
Antoinette stamt uit de Franse adellijke familie van Bourbon en was het op een na jongste kind van Frans van Bourbon-Vendôme, graaf van Vendôme en Maria van Luxemburg. Via Robert van Clermont gaat haar stamboom terug tot Lodewijk IX, en zo is zij een verre verwante van de Franse koning. Zij is anderzijds ook de grootmoeder van de Schotse koningin Maria Stuart. Door haar huwelijk met Claude van Lotharingen werden de familiale banden met het Franse koningshuis verzekerd. Het paar vormt de stamouders van het Huis Guise, dat later een van de machtigste adellijke families zou worden. Leden van deze familie hadden tijdens de Hugenotenoorlogen grote invloed in de Heilige Liga, in opdracht van haar oudtse zoon Frans werd in 1572 hugenotenleider Gaspard De Coligny vermoord, Admiraal van Frankrijk.

## Kinderen
Het paar had twaalf kinderen:
- Maria (1515-1560), ∞ 1) Lodewijk II van Longueville, 2) Jacobus V, koning van Schotland
- Frans (1519-1563), hertog van Guise, ∞ Anna d'Este
- Louise (10 januari 1520 - 18 oktober 1542), ∞ Karel II van Croÿ, vorst van Chimay en hertog van Aarschot
- Renée (2 september 1522 - 3 april 1602), abdis van Saint-Pierre-les-Dames in Reims
- Karel (1524-1574), kardinaal en diplomaat
- Claude (1526-1573), hertog van Aumale, ∞ Louise de Brézé
- Lodewijk (1527-1578), kardinaal
- Philippe (3 september 1529 - 24 september 1529)
- Pierre (3 april 1530 -  jong overleden)
- Antoinette (31 augustus 1531 - 6 maart 1561), abdis in Faremoutier
- François (18 april 1534 - 6 maart 1563), grootprior van de Orde van Malta
- René (1536-1566), markies van Elbeuf, ∞ 5 februari 1555 Louise van Rieux, gravin van Harcourt

## Invloed
Antoinette was een eigenzinnige en energieke persoon. Haar sterke persoonlijkheid vormde de karakters van vele familieleden die onder haar toezicht en opvoeding opgroeiden. Men beschreef haar als een uitzonderlijke vrouw met droge humor. Zij had een beslissende invloed op de religieuze opvattingen van haar kinderen, kleinkinderen en echtgenoot. Tot de beschermelingen die onder haar hoede opgroeiden behoorden onder anderen Maria Stuart, Katharina van Kleef en Karel van Lotharingen, hertog van Elbeuf, een der opvallendste tegenstanders van de protestantse koning Hendrik IV van Frankrijk.
Familieleden vroegen haar vaak om raad of lieten haar bemiddelen bij conflicten. Zo werd haar door de partijen gevraagd de strijd om het graafschap Beaufort te beslechten.

## Devies
"Foy montre, espérance monte, charité surmonte"
(Het Geloof wijst de weg, de Hoop overstijgt die, maar Barmhartigheid gaat boven alles)

## Levensloop
Van haar kindertijd is weinig bekend. Op tweejarige leeftijd verloor ze haar vader en werd haar broer Charles familiehoofd. Haar moeder Marie gaf haar een katholieke opvoeding.
In 1513 begeleidde zij Claude van Frankrijk naar haar verloofde, de latere koning Frans I, in het Parijse Hotel des Tournelles. Daar ontmoette zij de twee jaar jongere Claude van Lotharingen die bij het gevolg van Frans I hoorde.
Korte tijd later, op voorspraak van Frans I, werd haar hand gevraagd aan haar broer, die instemde. Dit was voor zijn zuster een voordelige verbintenis, want ondanks haar adellijke afkomst was zij niet rijk en had geen grote bruidsschat te verwachten. Het huwelijkscontract werd op 9 juni 1513 ondertekend. Enkele dagen later werd het huwelijk voltrokken in de Parijse kerk Saint-Paul. Het huwelijksfeest werd in het Hotel d'Etampes (later Hotel Mazarin genaamd) gehouden.

### Beheer eigendommen
Haar eerste huwelijksjaar verbleef Antoinette in het kasteel van Bar-le-Duc, dat ze vanaf augustus 1515 alleen beheerde. Haar man begeleidde immers de koning op zijn Italiaanse Veldtocht.
Daar ook werden haar eerste twee kinderen (Marie en François) geboren. Toen haar schoonmoeder Filippa van Egmont zich in december 1519 in een klooster terugtrok, werd verhuisd naar Joinville. Het kasteel Château du Grand Jardin, tot dan residentie van Filippa, werd door Antoinette beheerd, zij had er een hofhouding van meer dan 100 personen.
In 1528 creëerde Frans I voor zijn jeugdvriend Claude de adellijke titel van Hertog van Guise en Pair van Frankrijk, waardoor Antoinette de titel van hertogin kreeg.
Aangezien Claude talrijke functies en verplichtingen aan het koninklijk hof had, verbleef hij meestal in Parijs. Antoinette moest alleen instaan voor het beheer van de steeds groeiende eigendommen. Zij bleek een uitzonderlijk talent voor beheer van onroerend goed, personeel, administratie en financiën te bezitten. In al haar economische en diplomatieke activiteiten was zij succesrijk en kon daardoor de macht en invloed van de Guise-familie versterken en uitbreiden.

### Hugenotenoorlogen
Tijdens de Hugenotenoorlogen koos zij de zijde van haar zonen en steunde bijgevolg de katholieken, wat meteen ook betekende dat zij haar protestantse neven uit het Huis Bourbon als tegenstanders kreeg. In religieuze materie regeerde zij haar familie met ijzeren hand en streed met alle middelen tegen het calvinisme. Bij de hugenoten kreeg zij daardoor als bijnaam "la Mère des Tyrans et des ennemis de l'Evangile".

### Verblijf in Joinville
Door het overlijden van haar man werd haar zoon François in 1550 hoofd van de familie. De administratieve kant bleef evenwel in handen van Antoinette. Ze trok zich in Joinville terug, en liet zich nog zelden in Parijs zien, omdat de losbandigheid aan het Hof haar tegen de borst stuitte.
In Joinville verbleef zij meestal in het Oratorium waar zij bad en religieuze geschriften bestudeerde. Daarnaast bemoeide zij zich met de opvoeding van haar talrijke kleinkinderen, waarvan velen onder haar hoede in Joinville opgroeiden.
Daarnaast wijdde zij haar schoondochter Anna d'Este, met wie zij het blijkbaar goed kon vinden, in in het beheer van het familiebezit.
Bij de moord op haar man in februari 1563, probeerde Anna d'Este de verantwoordelijkheid daarvoor in de schoenen van de protestantse Gaspard de Coligny te schuiven. Zij werd daarin krachtig door haar schoonmoeder gesteund.
Antoinette de Bourbon overleed door ziekte in de nacht van 22 op 23 januari 1583 en werd bij haar man en oudste zoon begraven. Met uitzondering van haar dochter Renée had zij al haar kinderen overleefd.